# Cent disset
El nombre 117 (CXVII) és el nombre natural que segueix el nombre 116 i precedeix el nombre 118.
La seva representació binària és 1110101, i l'hexadecimal 75.

## En altres dominis
- És el nombre atòmic del tennes.